# کوبایاکاوا تاکاکاگه
کوبایاکاوا تاکاکاگه (به ژاپنی: 小早川 隆景 Kobayakawa Takakage)؛ ۱۵۳۳ – ۲۶ ژوئیه ۱۵۹۷ (سن ۶۳ یا ۶۴) یک سامورایی در خدمت تویوتومی هیده‌یوشی در طول دوره سنگوکو، و سومین پسر موری موتوناری بود. او به فرزندخواندگی رهبر خاندان کوبایاکاوا، کوبایاکاوا اوکیگاکه که فرزندی از خود نداشت، درآمد، و به طبع آن نام خانوادگی او از موری به کوبایاکاوا تبدیل شد. پس از مرگ پدرخواندهٔ خود در سال ۱۵۴۵ او چهاردهمین رهبر خاندان کوبایاکاوا شد. او یکی از اعضای گوتایرو بود. او فرزندی از خود نداشت به همین دلیل پسر پنجم کینوشیتا ایه‌سادا (برادر زن اصلی تویوتومی هیده‌یوشی)، به نام کوبایاکاوا هیده‌آکی را به فرزندی پذیرفت.

## خانواده
- پدربزرگ: موری هیروموتو (مرگ ۱۵۰۶)
- عمو: موری اوکیموتو (۱۴۹۲–۱۵۱۶)
- پدر: موری موتوناری
- برادران:
  - موری تاکاموتو (۱۵۲۳–۱۵۶۳)
  - کیکاوا موتوهارو (۱۵۳۰–۱۵۸۶)
  - موری موتوکیو (۱۵۵۱–۱۵۹۷)
  - کوبایاکاوا هیده‌کانه (۱۵۶۶–۱۶۰۱)
- فرزندخوانده:
  - کوبایاکاوا هیده‌آکی
  - کوبایاکاوا هیده‌کانه